# 桑迪亚哥·米特雷
桑迪亚哥·米特雷 (Santiago Mitre，1980年12月4日-) 是一名阿根廷导演和编剧，成为2016年坎城影展国际影评人周单元的评委。2022年的《阿根廷，1985》成为第79届威尼斯电影节主竞赛片并拿下国际影评人协会奖，获得金球奖最佳外语片。

## 部分作品
- El Amor – primera parte (2004)
- 学生/The Student (2011)
- 白象/White Elephant (2012)
- 帮派/Paulina (2015)，获得第六届北京电影节最佳影片、最佳编剧和最佳女主角三个奖
- 峰会/La cordillera (2017)
- 阿根廷，1985/Argentina, 1985 (2022)，获得金球奖最佳外语片